# 沃爾納特格羅夫 (加利福尼亞州)
沃爾納特格羅夫（英語：Walnut Grove）是位於美国加利福尼亚州薩克拉門托縣的一個普查规定居民点。

## 地理
沃爾納特格羅夫的座標為38°14′37″N 121°30′44″W / 38.24361°N 121.51222°W，而該地最高點為海拔高度3米（即10英尺）。

## 人口
根據2010年美國人口普查的數據，沃爾納特格羅夫的面積為28.292平方千米，當中陸地面積為26.420平方千米，而水域面積為1.872平方千米。當地共有人口1542人，而人口密度為每平方千米54人。